# 拜耶 (缅甸)
拜耶是缅甸伊洛瓦底省缅昂县坚景镇区下辖的一个镇。该镇深受伊洛瓦底江洪水滋扰。